# Modaogo I
Ne doit pas être confondu avec Modaogo II.
Modaogo I est une localité située dans le département de Soudougui de la province du Koulpélogo dans la région Centre-Est au Burkina Faso.

## Histoire
En 2006, le village de Modaogo est scindé en deux unités administrativement autonomes, devenues Modaogo I et Modaogo II.

## Démographie
| 2003  | 2006  | 2012 |
| ----- | ----- | ---- |
| 2 450 | 2 352 | -    |

## Santé et éducation
Le centre de soins le plus proche de Modaogo II est le centre de santé et de promotion sociale (CSPS) de Soudougui tandis que le centre médical avec antenne chirurgicale (CMA) se trouve à Ouargaye.
Le village possède une école primaire publique.